# Cornelius Tollius
Cornelius Tollius (auch: Toll; * um 1628 in Rhenen; † 13. Juni 1654 in Gouda) war ein niederländischer Historiker und Philologe.

## Leben
Der Sohn des Johann Tollius und der Maria Gordan hatte wahrscheinlich bei Gerhard Johann Vossius am Athenäum in Amsterdam gelernt und an der Universität Utrecht studiert. Gemeinsam mit dem Sohn seines einstigen Lehrmeisters Isaac ging er nach Stockholm, wo dieser ihn anklagte, ihm Schriften gestohlen zu haben. 
Vermutlich auf Empfehlung von Johann Friedrich Gronovius wurde der Gräzist Tollius am 12. April 1648 außerordentlicher Professor für Geschichte und Griechischen Sprache sowie Sekretär der Kuratoren an der Universität Harderwijk.
1654 wurde er ordentlicher Professor der Geschichte, Politikwissenschaft und Geographie. Er war ein Bekannter von Georgius Hornius. Am 5. März desselben Jahres heiratete er die Bürgermeistertochter Magarethe Kent.
Cornelius Tollius starb im Juni 1654 in der Stadt Gouda.

## Werke
- De literatorum infelicitate librum appendix. Amsterdam 1647 (Online), Leipzig 1707 (mit Pierii Valeriani)
- Oratio de pace inter Hisp. Regem Philippum et liberos Ordines Belgii. Amsterdam 1648
- Oratio in obitum G.J. Vossii. Amsterdam 1649
- Palaephatus de Incredibilibus. Amsterdam 1649 (Online)
- ed Pater. Frankfurt 1652
- Joannes Cinnami Historia Constantinopolitana. Utrecht und Frankfurt 1652 (Online)
- Oratio in obitum Joh. Andr. Schmitzii. Harderwijk 1652
- Medices legatus sive de exilio Oratio de natura et constitutione verae Politices. Harderslev 1655